# Ковальчук, Николай Кузьмич
Николай Кузьмич Ковальчук (13 (26) июля 1902, село Долгобычево Грубешовского уезда Люблинской губернии Царства Польского, Российская империя — 1972, Киев, Украинская ССР, СССР) — советский генерал-лейтенант (1944), заместитель Министра государственной безопасности СССР, министр государственной безопасности Украинской ССР, министр государственной безопасности Латвийской ССР, министр внутренних дел Латвийской ССР.

## Биография
Родился в семье таможенного досмотрщика, украинец. Трудовую деятельность начал с 13 лет: в 1915—1918 батрачил у помещика.
В 1919 поступил в рабоче-крестьянскую милицию; с января 1919 по октябрь 1925 работал на разных должностях в милиции Саратовской губернии (города Беково, Сердобск). С октября 1925 по ноябрь 1926 был инструктором Исполнительного комитета Сердобского уездного Совета (Саратовская губерния).
В 1926 перешёл на службу в ОГПУ; с ноября 1926 — в войсках ГПУ при СНК ЗСФСР, с марта 1927 по апрель 1932 — помощник уполномоченного, старший уполномоченный 37-го пограничного отряда ОГПУ (Батуми).
В 1927 вступил в ВКП(б).
В 1932 экстерном сдал экзамены за курс военной школы.
С апреля 1932 по ноябрь 1938 — в Полномочном представительстве ОГПУ — Управлении НКВД по ЗСФСР (НКВД Грузинской ССР): занимал должности уполномоченного 3-го отделения I отдела, инспектора Оперативного отдела, секретаря, помощника (с мая 1937 по январь 1938 — старшего помощника) начальника 2-го отделения Оперативного отдела Управления пограничной и внутренней охраны; с января по ноябрь 1938 — начальник 5-го отделения IV отдела УГБ НКВД ГССР.
В 1934 окончил Коммунистический университет при комитете КП(б) Грузии Управления НКВД по Грузинской ССР. 10 сентября 1936 присвоено звание «капитан».
С ноября 1938 переведён на северо-запад — заместителем начальника IV отдела УГБ НКВД по Ленинградской области; с февраля 1939 по июль 1941 — заместитель начальника, начальник Следственной части Управления НКВД по Ленинградской области. 27 апреля 1939 присвоено звание «капитан государственной безопасности».
С началом Великой Отечественной войны — в органах военной контрразведки.
С июля по октябрь 1941 — начальник Особого отдела НКВД Лужской оперативной группы войск Северного фронта. C октября 1941 — заместитель начальника, начальник следственной части Особого отдела Ленинградского фронта. 23 августа 1941 присвоено звание «майор государственной безопасности».
2 июня 1942 — 29 апреля 1943 — начальник Особого отдела НКВД Сибирского военного округа. С 14 февраля 1943 — полковник.
С 29 апреля 1943 — начальник Управления контрразведки (Смерш) Южного фронта. 26 мая 1943 присвоено звание «генерал-майор» (Постановление СНК СССР № 592). С 20 октября 1943 — начальник Управления контрразведки 4-го Украинского фронта (одновременно с января по июнь 1945 — помощник уполномоченного НКВД СССР по 4-му Украинскому фронту). 25 сентября 1944 присвоено звание «генерал-лейтенант» (Постановление СНК СССР № 1282).
В послевоенное время продолжал служить в органах контрразведки (22 июля 1945 — 7 мая 1946 — начальник Управления контрразведки Прикарпатского военного округа), затем занимал ряд государственных постов.
С 7 мая 1946 по 17 августа 1949 — заместитель Министра государственной безопасности СССР, одновременно с августа 1946 по 24 августа 1949 — главный резидент и уполномоченный МГБ СССР в Германии.
С 24 августа 1949 по 6 сентября 1952 — министр государственной безопасности Украинской ССР, после чего до февраля 1953 состоял в резерве МГБ СССР.
С 14 февраля по 16 марта 1953 — министр государственной безопасности Латвийской ССР, с 16 марта по 23 мая 1953 — министр внутренних дел Латвийской ССР.
С 10 июня по 20 июля 1953 — старший советник МВД СССР при Министерстве общественной безопасности Польши, затем до сентября 1953 — в распоряжении УК МВД СССР.
С 8 сентября 1953 по 4 мая 1954 — начальник Управления МВД по Ярославской области.
26 июня 1954 уволен из органов МВД СССР. Постановлением Совета Министров СССР № 2349—1118сс от 23.11.1954 лишён звания генерал-лейтенант «как дискредитировавший себя за время работы в органах госбезопасности и недостойный в связи с этим высокого звания генерала».

## Награды
- три ордена ордена Ленина (16.5.1944; 30.4.1945; 24.6.1948 — «за успешное выполнение заданий Правительства»)
- три ордена Красного Знамени (17.9.1943; 3.11.1944; 24.11.1950)
- два ордена Красной Звезды (26.4.1940 — «за успешное выполнение заданий Правительства по охране государственной безопасности»; 21.4.1943)
- Орден Кутузова II-й степени (21.4.1945 — «за очистку тыла фронтов Красной Армии»)
- Орден Суворова II-й степени (29.6.1945)
- Орден Отечественной войны I степени
- Орден «Знак Почёта»
- Орден «Крест Грюнвальда» 2-го класса (Польша)
- Орден Белого льва I-й степени (Чехословакия)
- два ордена (Чехословакия)
- медали СССР и Польши
- боевое оружие
- знак «Заслуженный работник НКВД».